# Hogueras de San Juan en Guipúzcoa
Las Hogueras de San Juan en Guipúzcoa (España) constituyen uno de los rituales humanos más antiguos y representativos de la región, profundamente vinculados a creencias paganas precristianas. 
Celebradas durante la noche del 23 de junio, estas hogueras tienen un origen que se remonta a tiempos remotos de probable origen celta. 
En una sociedad cuya vida estaba intrínsecamente ligada a los ciclos de la naturaleza, el significado de estas celebraciones era un acto simbólico de adoración al sol y al solsticio de verano, marcando la superación de las dificultades invernales y el renacer de la energía vital asociada a la estación estival.
Aunque las Hogueras de San Juan en Guipúzcoa han ido evolucionando con el tiempo, conservan un profundo vínculo con las prácticas rituales antiguas, aunque muchas de las costumbres originales han desaparecido.

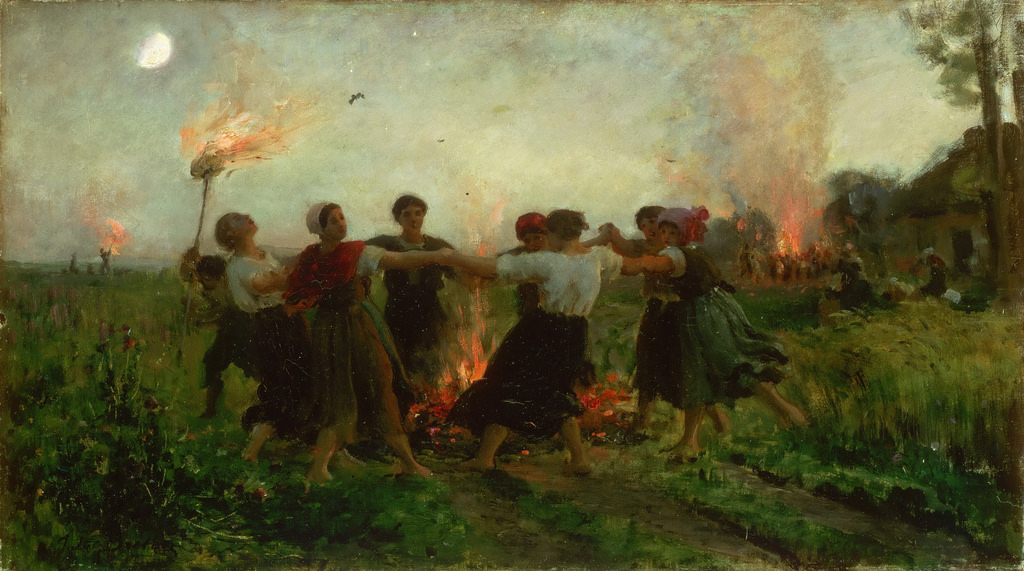
Hogueras de San Juan

## Descripción
Según los historiadores, las Hogueras de San Juan tienen su origen en la tradición céltica pagana de Europa. Un momento histórico que pudo haber implantado éstos ritos  en Guipúzcoa fue la llegada de migraciones  celtas al actual territorio de Guipúzcoa hacia el primer milenio  a. C. Los celtas, con su fuerte vínculo con la naturaleza y sus creencias relacionadas con el solsticio de verano, pudieron haber influido en la incorporación de elementos simbólicos en estas celebraciones
Las hogueras actualmente son colectivas pero antiguamente eran individuales, cada casa prendía la suya.
Algunos de los ritos que acompañaban a la hoguera en Guipúzcoa eran los siguientes:
- El fuego protegerá, dará buena suerte y alejará los malos espíritus a todo aquél que consiga pasar por encima de la hoguera con éxito.
- Las cenizas de la hoguera también pueden servir como remedio medicinal casero ya que éstas guardarían las propiedades sanadoras propias de una noche tan mágica.
- Dormir con un ramo de verbena bajo la almohada durante la noche de San Juan para atraer suerte económica.
- Bañarse durante la noche de San Juan. El objetivo de quienes secundan esta práctica es que el agua purifique todo lo malo del año, fortalecer la salud y curar las enfermedades.
- Saltar nueve olas de espaldas al mar. Dicen que este gesto mejora la fertilidad femenina y trae buena fortuna al bañista.
Los rituales relacionados con la Noche de San Juan en Guipúzcoa han sido estudiados por muchos antropólogos destacando José Miguel Barandiarán y Julio Caro Baroja.